# ジーノ・ポマーレ
レオナルド “ジーノ” ポマーレ（Leonardo "Gyno" Pomare、1986年4月5日 - ）は、アメリカ合衆国のプロバスケットボール選手である。カリフォルニア州出身。身長203cm、体重104kgで、ポジションはパワーフォワード、センター。
2009年にbjリーグの仙台89ERSと契約しプロ選手となる。2011年には同じくbjリーグの浜松・東三河フェニックスと契約し、以来日本のチームと契約し続けている。2015年と2016年にはbjリーグオールスターゲームに出場した。バスケットボールパナマ代表にも選出されている。

## 経歴
サンディエゴ大学を卒業後に来日し、2009年9月にbjリーグの仙台89ERSに入団する。
プロデビューした10月に平均18.7得点。14.7リバウンドを記録して、月間MVPを獲得した。2009-10シーズン終了後に退団。
仙台退団後は、アルゼンチンのクラブ9 デ ジュリオ リオ テルセロやクイルメス マル デル プラタに所属。
2011-12シーズン開幕後の2011年11月、bjリーグの浜松・東三河フェニックスと契約。
2012-13シーズンはbjリーグの京都ハンナリーズに所属。
2013-14シーズンはbjリーグの岩手ビッグブルズと契約。2014年1月は月間1試合平均16得点、リバウンド12.2本、ブロック2本を記録して2度目の月間MVPを受賞。チームはレギュラーシーズン2位でプレイオフに進出したが、2014年5月10日、11日に開催されたカンファレンスセミファイナルで敗れ、ファイナルズ進出を逃した。シーズン終了後の5月20日、チームは規律違反を理由にポマーレとの契約を解除した。
2014-15シーズンはbjリーグの青森ワッツと契約。このシーズンのオールスターゲームに主催者推薦を受け出場した。
2015-16シーズン、このシーズンよりbjリーグに参入した金沢武士団と契約する。このシーズン、オールスターゲームのファン投票で24,589票を獲得し、西地区フォワード・センター部門で浜松・東三河フェニックスの太田敦也が獲得した28,138票に次ぐ2位に入り、2年連続でオールスターゲームに出場した。
2016-17シーズンよりbjリーグとNBLが統合されBリーグとなり、金沢武士団は最下層のB3リーグに振り分けられることが決まっていたが、ポマーレは引き続き金沢と契約した。このシーズン、ポマーレは50試合に先発出場し、平均13.7得点を挙げ、チームのB2昇格に貢献した。
2017-18シーズンも金沢と契約したが、開幕直前にポマーレは契約を解除しB1の大阪エヴェッサに移籍する。大阪では25試合の先発出場を含む29試合に出場し、平均11.5得点を挙げたが、1月23日に大阪はポマーレとの契約を解除する。24日、ポマーレは古巣であるB2・岩手ビッグブルズと契約した。

## 個人成績
| シーズン | チーム | GP | GS | MPG  | FG%  | 3P%  | FT%  | RPG  | APG | SPG | BPG | TO  | PPG  |
| -------- | ------ | -- | -- | ---- | ---- | ---- | ---- | ---- | --- | --- | --- | --- | ---- |
| 2009-10  | 仙台   | 52 | 50 | 31.3 | 51.2 | 0    | 58.5 | 10.2 | 1.6 | 0.9 | 1.1 | 2.4 | 15.0 |
| 2010     |        |    |    |      |      |      |      |      |     |     |     |     |      |
| 2010-11  |        |    |    |      |      |      |      |      |     |     |     |     |      |
| 2011-12  | 浜松   | 46 | 30 | 14.3 | 53.7 | 0    | 66.7 | 5.5  | 0.5 | 0.6 | 0.7 | 1.2 | 6.6  |
| 2012-13  | 京都   | 52 | 9  | 24.9 | 56.9 | ---  | 79.1 | 9.2  | 1.5 | 0.8 | 1.0 | 1.8 | 12.2 |
| 2013-14  | 岩手   | 52 | 49 | 28.3 | 58.6 | ---  | 71.0 | 9.5  | 1.7 | 1.3 | 1.7 | 1.7 | 13.8 |
| 2014-15  | 青森   | 52 | 45 | 30.0 | 56.1 | 50.0 | 73.0 | 10.6 | 2.1 | 1.6 | 1.1 | 2.6 | 15.0 |
| 2015-16  | 金沢   | 50 | 49 | 28.5 | 52.9 | 0    | 79.1 | 10.2 | 2.8 | 1.2 | 1.6 | 2.2 | 14.1 |
| 2016-17  | 金沢   | 50 | 50 | 22.8 | 58.5 | 0    | 76.6 | 10.0 | 1.2 | 0.8 | 1.2 | 1.7 | 13.7 |
| 2017-18  | 大阪   | 29 | 25 | 25.9 | 51.5 | ---  | 72.4 | 7.4  | 1.7 | 0.7 | 1.0 | 1.6 | 11.5 |
| 2017-18  | 岩手   |    |    |      |      |      |      |      |     |     |     |     |      |